# Khamsing
Khamsing (ur. 1 stycznia 1961) – laotański strzelec, olimpijczyk. 
Brał udział w Letnich Igrzyskach Olimpijskich 1980 jako jeden z sześciu reprezentantów Laosu w strzelectwie. Startował jedynie w konkurencji pistoletu szybkostrzelnego z odl. 25 m, w której zajął 39. miejsce (wyprzedził tylko swojego rodaka Khamphanha). Do zwycięzcy Khamsing stracił prawie 100 punktów.

## Wyniki olimpijskie
| Igrzyska | Konkurencja                   | Wynik                 | Miejsce    | Źródło |
| -------- | ----------------------------- | --------------------- | ---------- | ------ |
| IO 1980  | Pistolet szybkostrzelny, 25 m | 499 punktów (258-241) | 39 (na 40) | [ 1 ]  |